# The Grange Golf Club

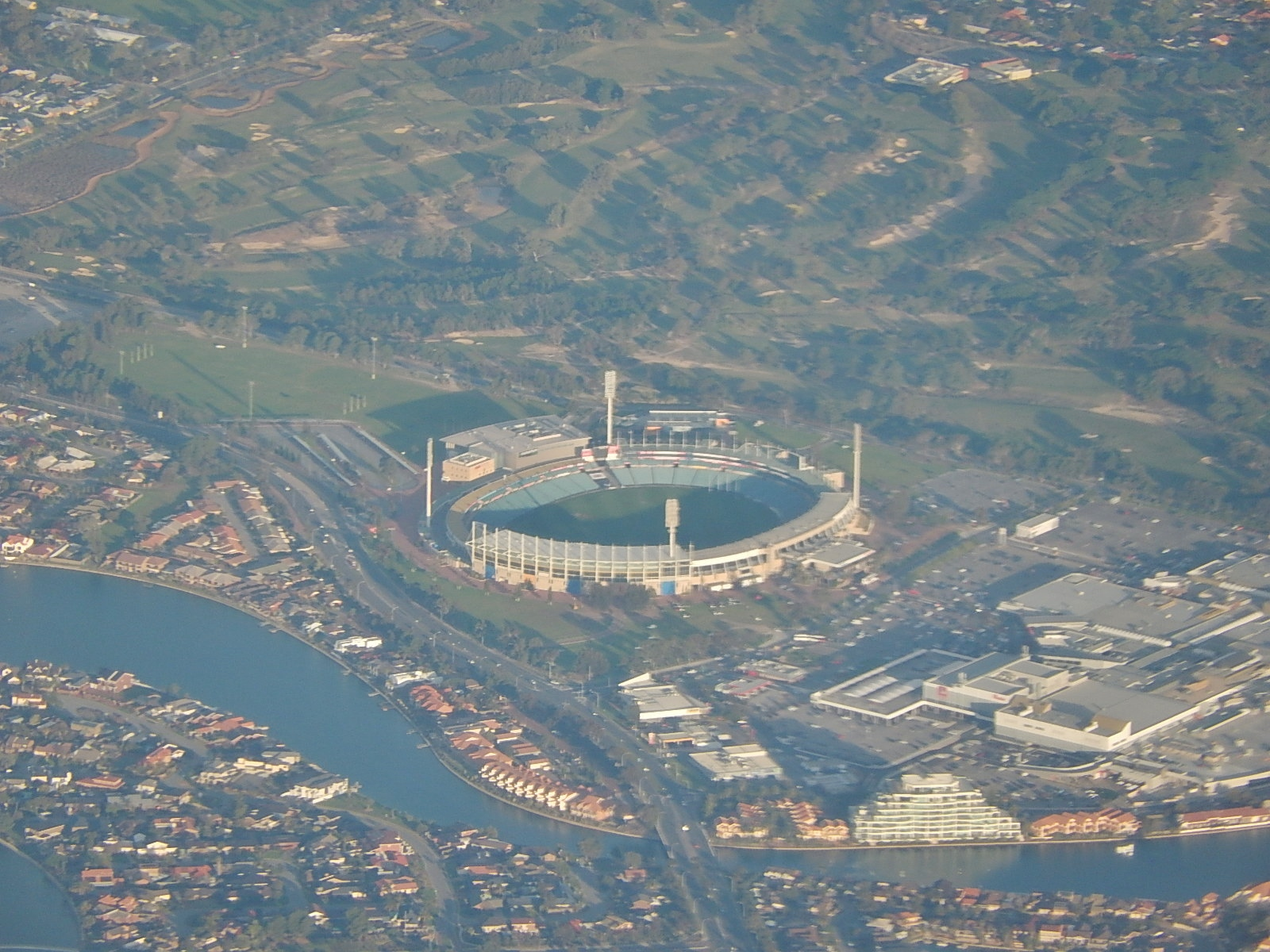
The Grange Golf Club kan man se i bakgrunden, norr om arenan på bilden. Bilden är tagen i juli 2013.

The Grange Golf Club är en privat golfklubb som ligger i Adelaide i Australien.
Golfklubben grundades officiellt den 28 maj 1928 efter att golfbanan West Course blivit anlagd året innan. Den blev omdesignad 2007 av golfspelaren Mike Clayton. Sen dess har den 18 hål och 72 i par samt är totalt 6 341 meter. Deras andra golfbana är East Course och anlades 1967. Denna golfbana blev också omdesignad och det hände 2012 med hjälp av golfbanearkitekten Mike Dusenberry och golfspelaren Greg Norman. Efter omarbetet har den också 18 hål och 72 i par men är dock längre med 6 485 meter.
Golfklubben har tidigare stått som värd för herrturneringen West Lakes Classic, där Greg Norman vann sin första professionella seger 1976, damturneringen Women's Australian Open och Liv Golf Adelaide. Den har också stått som värd för olika nationella amatörtävlingar.